# 巴爾 (烏克蘭)

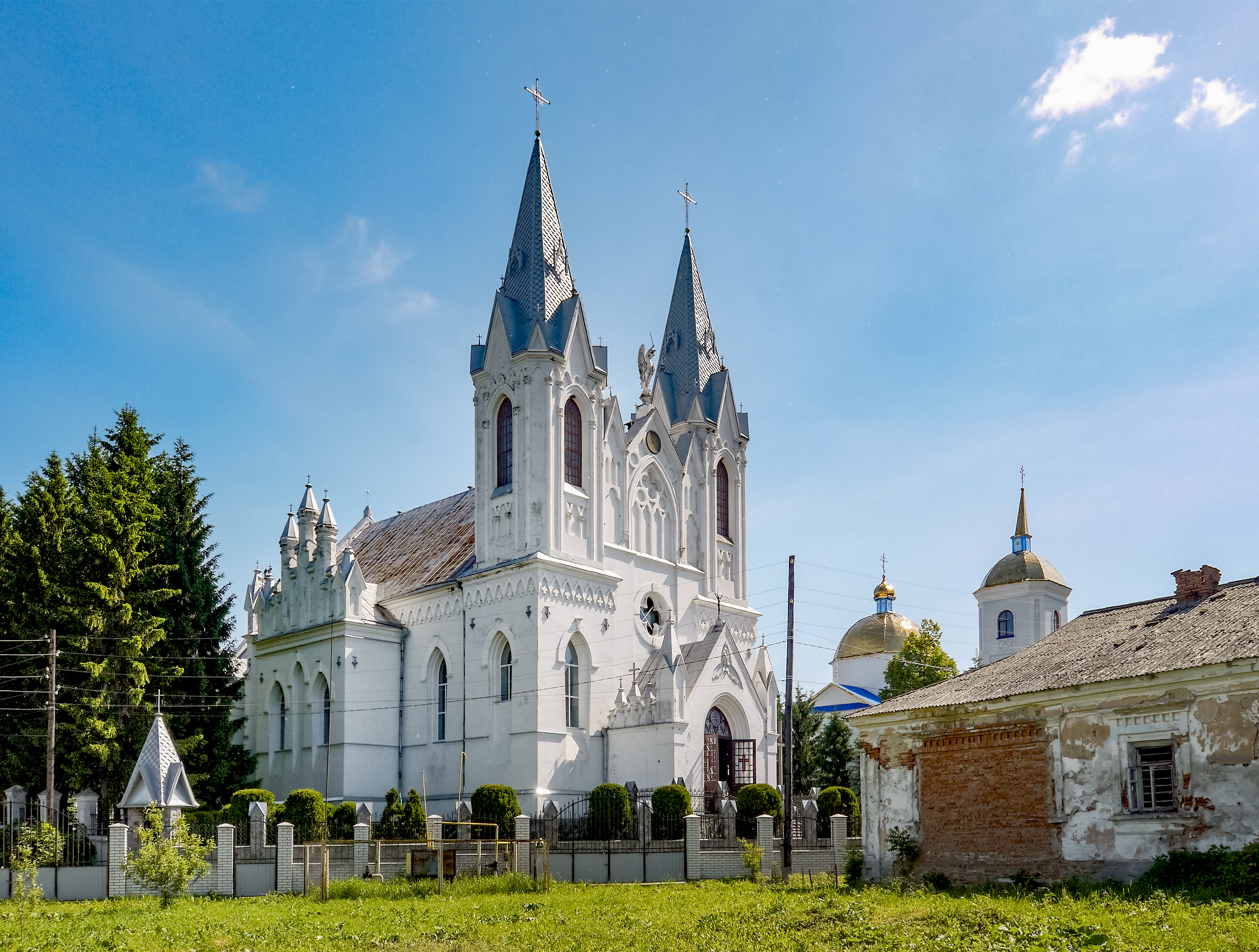
教堂

巴爾（羅馬化：Bar），是烏克蘭西部文尼察州日梅林卡區巴尔市镇内的城市及其行政中心。距離州府文尼察60公里。始建於14世紀，面積5.95平方公里，海拔高度300米，2022年人口15,337。